# Scheldeprijs 2014
De 102e editie van de wielerwedstrijd Scheldeprijs werd gehouden op 9 april 2014. De start was in Antwerpen, de finish in Schoten. De wedstrijd maakte deel uit van de UCI Europe Tour 2014, in de categorie 1.HC. De winnaar van 2013 was de Duitser Marcel Kittel, die ook dit jaar won in een massasprint.
De start van deze editie werd overschaduwd door het plotselinge overlijden van René Mertens die de Scheldeprijs in 1947 gewonnen had.

## Deelnemende ploegen
| WorldTour               | ProContinentaal             |
| ----------------------- | --------------------------- |
| Lotto-Belisol           | Topsport Vlaanderen-Baloise |
| Omega Pharma-Quick-Step | Wanty-Groupe Gobert         |
| AG2R-La Mondiale        | Androni Giocattoli          |
| Astana                  | Cofidis                     |
| Belkin                  | IAM Cycling                 |
| BMC Racing Team         | MTN-Qhubeka                 |
| Cannondale              | Neri Sottoli                |
| FDJ.fr                  | Team NetApp-Endura          |
| Garmin Sharp            | Team RusVelo                |
| Giant-Shimano           | Unitedhealthcare            |
| Katjoesja               |                             |
| Sky ProCycling          |                             |
| Team Europcar           |                             |
| Trek Factory Racing     |                             |

## Verloop
Al vroeg tijdens deze Belgische semi-klassieker was het raak voor de vluchters van de dag. De tweede poging om een kopgroep samen te stellen, bleek namelijk al voldoende. Luke Rowe, Jan Ghyselinck, Ivan Balykin, Andrea Fedi, Alessandro Bazzana en Dmitri Groezdev kleurden de dag. Zij kregen een maximale voorsprong van zo'n vijf minuten.
Het peloton deed het rustig aan, maar hield de vluchters wel de gehele dag binnen schot. In tegenstelling tot de zondag ervoor werd er in de Scheldeprijs niet gevallen, wat toch opmerkelijk te noemen is. Ondertussen leek het een klassieke sprinterskoers te worden, maar de kopgroep gaf zich niet zo maar gewonnen.
Op tien kilometer van de meet was hun voorsprong nog altijd iets meer dan een minuut. Luke Rowe was de sterkste vooraan en besloot op zeven kilometer van de streep zijn weg solo te vervolgen. Bij zijn zes medevluchters was het beste er wel vanaf, het peloton naderde dan ook snel. De vijf kregen Rowe toch weer te pakken, met nog vier kilometer te gaan.
Fedi was de volgende die het probeerde, maar Giant-Shimano en AG2R-La Mondiale brachten alles weer samen. Vervolgens maakten de mannen van Omega Pharma-Quick-Step tempo. De Belgische ploeg gokte op oude rot Alessandro Petacchi. De Italiaan kwam er op de Churchillaan echter niet aan te pas en moest zijn meerdere bekennen in Marcel Kittel. Hij won met enkele lengtes voorsprong.

## Uitslag
| Plaats  | Naam                | Ploeg                       | Tijd     |
| ------- | ------------------- | --------------------------- | -------- |
| Winnaar | Marcel Kittel       | Giant-Shimano               | 4u33'53" |
| 2       | Tyler Farrar        | Garmin Sharp                | z.t.     |
| 3       | Danny van Poppel    | Trek Factory Racing         | z.t.     |
| 4       | Alessandro Petacchi | Omega Pharma-Quick-Step     | z.t.     |
| 5       | Sam Bennett         | Team NetApp-Endura          | z.t.     |
| 6       | Davide Appollonio   | AG2R-La Mondiale            | z.t.     |
| 7       | Danilo Napolitano   | Wanty-Groupe Gobert         | z.t.     |
| 8       | Andrea Guardini     | Astana                      | z.t.     |
| 9       | Yannick Martinez    | Team Europcar               | z.t.     |
| 10      | Matteo Pelucchi     | IAM Cycling                 | z.t.     |
| 11      | Kenny van Hummel    | Androni Giocattoli          | z.t.     |
| 12      | Tom Van Asbroeck    | Topsport Vlaanderen-Baloise | z.t.     |
| 13      | Francesco Chicchi   | Neri Sottoli                | z.t.     |
| 14      | Leonid Krasnov      | Team RusVelo                | z.t.     |
| 15      | Alexander Kristoff  | Katjoesja                   | z.t.     |
| 16      | Kenny Dehaes        | Lotto-Belisol               | z.t.     |
| 17      | Fréderique Robert   | Wanty-Groupe Gobert         | z.t.     |
| 18      | Adrien Petit        | Cofidis                     | z.t.     |
| 19      | Michael Van Staeyen | Topsport Vlaanderen-Baloise | z.t.     |
| 20      | Theo Bos            | Belkin                      | z.t.     |

Mannen: 1907 · 1908 · 1909 · 1910 · 1911 · 1912 · 1913 · 1914 · 1915 · 1916 · 1917 · 1918 · 1919 · 1920 · 1921 · 1922 · 1923 · 1924 · 1925 · 1926 · 1927 · 1928 · 1929 · 1930 · 1931 · 1932 · 1933 · 1934 · 1935 · 1936 · 1937 · 1938 · 1939 · 1940 · 1941 · 1942 · 1943 · 1944 · 1945 · 1946 · 1947 · 1948 · 1949 · 1950 · 1951 · 1952 · 1953 · 1954 · 1955 · 1956 · 1957 · 1958 · 1959 · 1960 · 1961 · 1962 · 1963 · 1964 · 1965 · 1966 · 1967 · 1968 · 1969 · 1970 · 1971 · 1972 · 1973 · 1974 · 1975 · 1976 · 1977 · 1978 · 1979 · 1980 · 1981 · 1982 · 1983 · 1984 · 1985 · 1986 · 1987 · 1988 · 1989 · 1990 · 1991 · 1992 · 1993 · 1994 · 1995 · 1996 · 1997 · 1998 · 1999 · 2000 · 2001 · 2002 · 2003 · 2004 · 2005 · 2006 · 2007 · 2008 · 2009 · 2010 · 2011 · 2012 · 2013 · 2014 · 2015 · 2016 · 2017 · 2018 · 2019 · 2020 · 2021 · 2022 · 2023 · 2024 · 2025
Vrouwen: 2021 · 2022 · 2023 · 2024 · 2025
Etappewedstrijden

 Ster van Bessèges ·
 Ronde van de Middellandse Zee ·
 Ruta del Sol ·
 Ronde van de Algarve ·
 Ronde van de Haut-Var ·
 Driedaagse van West-Vlaanderen ·
 Internationale Wielerweek ·
 Internationaal Wegcriterium ·
 Driedaagse van De Panne-Koksijde ·
 Ronde van de Sarthe ·
 Ronde van Trentino ·
 Ronde van Turkije ·
 Vierdaagse van Duinkerke ·
 Ronde van Azerbeidzjan ·
 Szlakiem Grodów Piastowskich ·
 Ronde van Castilië en León ·
 Ronde van Picardië ·
 Ronde van Noorwegen ·
 World Ports Classic ·
 Ronde van Beieren ·
 Ronde van België ·
 Tour des Fjords ·
 Ronde van Estland ·
 Ronde van Luxemburg ·
 Boucles de la Mayenne ·
 Ster ZLM Toer ·
 Ronde van Slovenië ·
 Route du Sud ·
 Ronde van Oostenrijk ·
 Sibiu Cycling Tour ·
 Ronde van Wallonië ·
 Ronde van Portugal ·
 Ronde van Denemarken ·
 Ronde van de Ain ·
 Ronde van Burgos ·
 Arctic Race of Norway ·
 Ronde van de Limousin ·
 Ronde van Poitou-Charentes ·
 Ronde van Groot-Brittannië ·
 Ronde van Gévaudan Languedoc-Roussillon ·
 Eurométropole Tour
Eendaagse wedstrijden

 GP La Marseillaise ·
 Grote Prijs van de Etruskische Kust ·
 Trofeo Palma ·
 Trofeo Ses Salines ·
 Trofeo Serra de Tramuntana ·
 Trofeo Platja de Muro ·
 Trofeo Laigueglia ·
 Ronde van Murcia ·
 Omloop Het Nieuwsblad ·
 Classic Sud Ardèche ·
 GP Lugano ·
 Clásica de Almería ·
 Kuurne-Brussel-Kuurne ·
 La Drôme Classic ·
 Le Samyn ·
 GP Città di Camaiore ·
 Strade Bianche ·
 Roma Maxima ·
 Ronde van Drenthe ·
 Dwars door Drenthe ·
 Nokere Koerse ·
 GP Nobili Rubinetterie ·
 Handzame Classic ·
 Classic Loire-Atlantique ·
 Grote Prijs van Cholet-Pays de Loire ·
 Dwars door Vlaanderen ·
 Route Adélie de Vitré ·
 Volta Limburg Classic ·
 Grote Prijs Miguel Indurain ·
 Ronde van La Rioja ·
 Scheldeprijs ·
 GP Cerami ·
 Klasika Primavera ·
 Parijs-Camembert ·
 Brabantse Pijl ·
 GP Denain ·
 Ronde van de Finistère ·
 Tro Bro Léon ·
 Ronde van Keulen ·
 La Roue Tourangelle ·
 Rund um den Finanzplatz Eschborn-Frankfurt ·
 Ronde van de Somme ·
 ProRace Berlin ·
 Grote Prijs van Plumelec ·
 Boucles de l'Aulne ·
 Ronde van Zeeland Seaports ·
 GP Kanton Aargau ·
 Ronde van Limburg ·
 Ronde van de Apennijnen ·
 Halle-Ingooigem ·
 Prueba Villafranca de Ordizia ·
 GP Industria & Artigianato-Larciano ·
 Ronde van Toscane ·
 Circuito de Getxo ·
 Polynormande ·
 RideLondon Classic ·
 GP Stad Zottegem ·
 Arnhem-Veenendaal Classic ·
 Châteauroux Classic de l'Indre ·
 Druivenkoers Overijse ·
 Brussels Cycling Classic ·
 GP Fourmies ·
 Ronde van de Doubs ·
 GP Jef Scherens ·
 Coppa Bernocchi ·
 GP van Wallonië ·
 Coppa Agostoni ·
 Ronde van de Drie Valleien ·
 Kampioenschap van Vlaanderen ·
 Grote Prijs Impanis-Van Petegem ·
 Memorial Marco Pantani ·
 GP Industria & Commercio di Prato ·
 GP van Isbergues ·
 Omloop van het Houtland ·
 Duo Normand ·
 Milaan-Turijn ·
 Ronde van het Münsterland ·
 Ronde van de Vendée ·
 Binche-Chimay-Binche ·
 Coppa Sabatini ·
 Parijs-Bourges ·
 Ronde van Emilia ·
 Parijs-Tours ·
 GP Beghelli ·
 Nationale Sluitingsprijs ·
 Chrono des Nations